# Rue Hoche (Bagnolet)
La rue Hoche est un des axes importants de Bagnolet.

## Situation et accès
Commençant à la limite du XXe arrondissement de Paris, cette rue orientée du nord-ouest au sud-est rencontre l'avenue Gambetta, et se termine place Salvador-Allende.

## Origine du nom

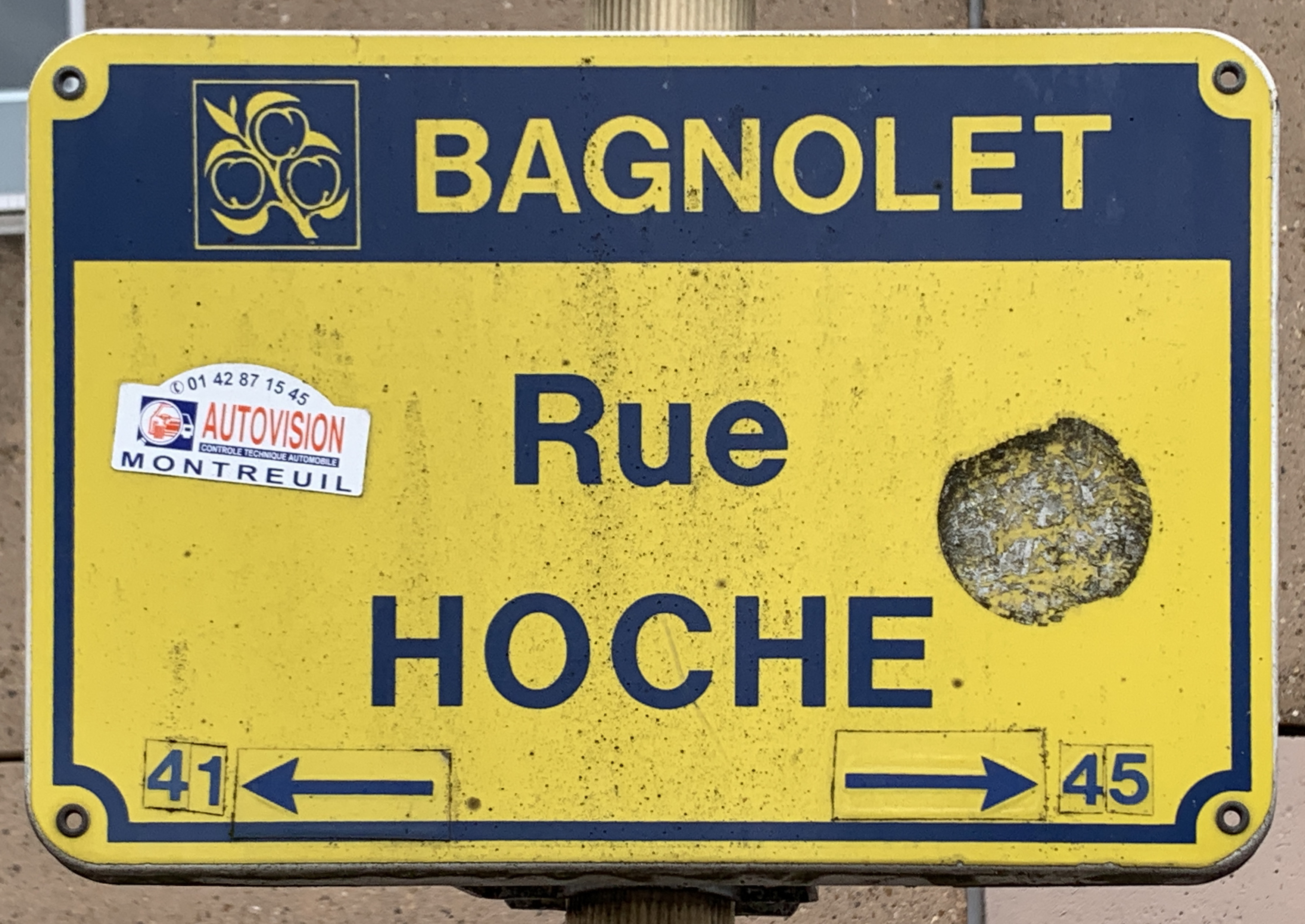
Plaque Rue Hoche à Bagnolet.

Cette voie rend hommage au général de la Révolution française Lazare Hoche (1768-1797).

## Historique
Lors de la construction du boulevard périphérique dans les années 1970, cette rue a perdu son extremité nord-ouest, qui allait auparavant jusqu'à la rue de Noisy-le-Sec.

## Bâtiments remarquables et lieux de mémoire
- Hôtel de ville de Bagnolet.
- Consulat du Mali en France[3].
- Cin'Hoche[4].

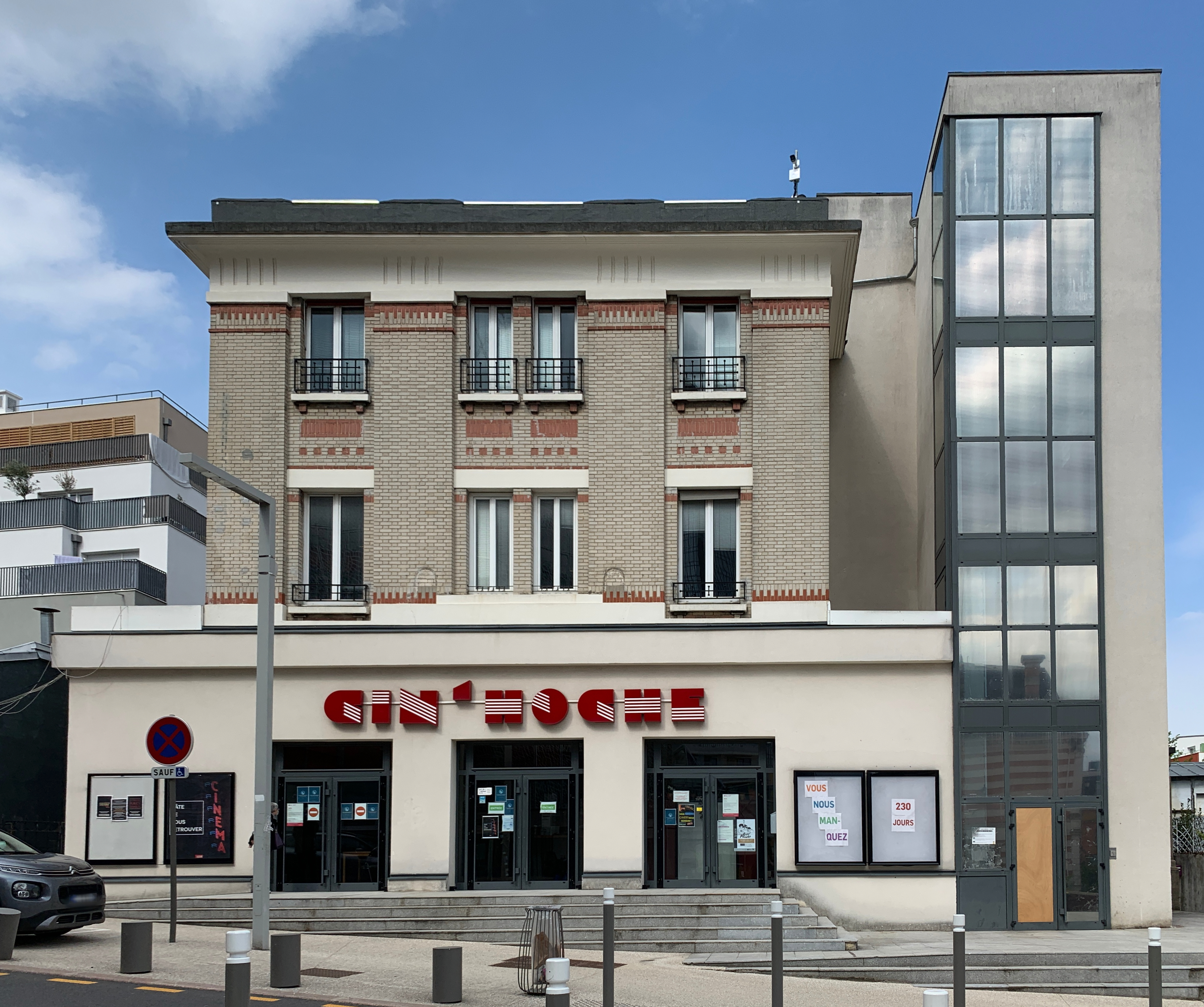
Cinéma Cin'Hoche - Bagnolet.

- Au no 6, anciens bains-douches et lavoir, construits en 1922[5].
- Beth Loubavitch Bagnolet[6].